# Leucostoma vapulare
Leucostoma vapulare är en tvåvingeart som beskrevs av Henry J. Reinhard 1956. Leucostoma vapulare ingår i släktet Leucostoma och familjen parasitflugor.
Artens utbredningsområde är Kalifornien. Inga underarter finns listade i Catalogue of Life.